# 里奇蘭中心 (威斯康辛州)
里奇蘭中心（英語：Richland Center）是位於美國威斯康辛州里奇蘭縣的一座城市，同時也是郡政府的所在地。依照2010年的人口調查有5184個居民。

## 历史
里奇兰中心是在1851年由艾拉·舍文·哈泽尔廷创立的，他是佛蒙特州安多弗的土著人。哈泽尔廷因其丰富的水力资源、肥沃的草原以及邻近里奇兰县的地理中心而被吸引到这里。哈泽尔廷提出，如果里奇兰中心被选为县政府所在地，他将向该县捐赠土地。1852年，威斯康辛州立法机构正式宣布里奇兰中心为里奇兰县的司法机关所在地。现在的里奇兰县法院建于1889年，位于里奇兰中心。
1876年，一个窄轨铁路分支将里奇兰中心与威斯康辛州隆罗克市的芝加哥、密尔沃基和圣保罗铁路连接起来，为该镇的商业提供了出口。这条线路最初是用枫树轨道建造的，但在1880年被重建为标准轨距铁路。1882年10月8日清晨，一场大火点燃了该城镇的火车站内的两桶火药，引发了爆炸，掀翻了屋顶，烧焦了附近的几节火车车厢。另一个建于1909年的客运站至今仍保留着，作为社区的游客中心。
在劳拉·布里格斯·詹姆斯、朱莉娅·鲍恩和其他居民于1882年初成立里奇兰中心妇女俱乐部后，里奇兰中心成为威斯康星州妇女争取选举权运动的重要地点。该俱乐部很快成为该州最大的选举权团体，并在组织整个威斯康辛州的选举权运动方面具有影响力。苏珊·安东尼在1886年参观了里奇兰中心。后来，劳拉·詹姆斯的女儿艾达·詹姆斯在这场运动中变得很有影响力，她在1909年帮助建立了政治平等联盟，并倡导妇女权利、和平主义、节育和禁酒令。
弗兰克·劳埃德·赖特于1867年出生在里奇兰中心。公元后德国仓库建于1921年，是赖特在里奇兰中心设计的唯一一栋建筑，也是他的玛雅复兴风格的早期代表。

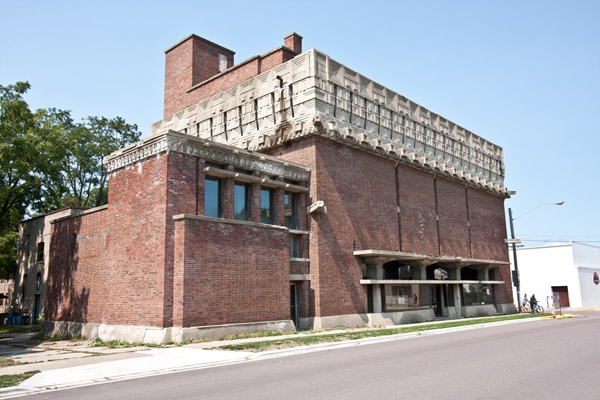
弗兰克·劳埃德·赖特的公元后德国仓库，从东南方向看

GTE的起源可以追溯到里奇兰中心电话公司。1918年，威斯康星州的三位公用事业会计师(西格尔德·L·欧德加德、约翰·A·普拉特和约翰·F·奥康奈尔)以33,500美元收购了里奇兰中心电话公司。当时，这家规模不大的公司在威斯康辛州南部只提供了1466部电话。但在1920年，这三名会计师成立了联邦电话公司，并参与了一项积极的收购计划，这极大地扩展了它的服务，在25个州拥有超过50万部电话。在大萧条期间破产后，该公司重组为通用电话公司并继续扩张。在1959年与Sylvania Electric Products合并后，公司再次更名，这次更名为通用电话与电子公司(GT&E，即后来的GTE)。到1969年，GTE为全国1000万部电话提供服务，使其成为美国最大的独立电话公司。

## 地理
瑞奇兰中心位于43°20′16″N 90°23′5″W / 43.33778°N 90.38472°W。
根据美国人口普查局的数据，该市总面积为4.36平方英里(11.29平方公里)，其中4.28平方英里(11.09平方公里)是土地，0.08平方英里(0.21平方公里)是水。
松树河沿着城镇的西部边缘流淌。

## 人口统计资料
| 调查年                 | 人口  | 备注   | %±    |
| ---------------------- | ----- | ------ | ----- |
| 1880                   | 1,227 |        | —     |
| 1890                   | 1,819 |        | 48.2% |
| 1900                   | 2,321 |        | 27.6% |
| 1910                   | 2,652 |        | 14.3% |
| 1920                   | 3,409 |        | 28.5% |
| 1930                   | 3,632 |        | 6.5%  |
| 1940                   | 4,364 |        | 20.2% |
| 1950                   | 4,608 |        | 5.6%  |
| 1960                   | 4,746 |        | 3.0%  |
| 1970                   | 5,086 |        | 7.2%  |
| 1980                   | 4,997 |        | −1.7% |
| 1990                   | 5,018 |        | 0.4%  |
| 2000                   | 5,114 |        | 1.9%  |
| 2010                   | 5,184 |        | 1.4%  |
| 2019年估计             | 4,951 | [ 14 ] | −4.5% |
| 美国十年一次的人口普查 |       |        |       |

### 2010年
截至2010年人口普查，全市共有5184人，2361户，1235户。人口密度为每平方英里1,211.2名居民(467.6/平方公里)。有2,613个住房单元，平均密度为每平方英里(235.7/平方公里)610.5个。该市的种族构成为96.1%的白人，0.7%的非洲裔，0.2%的土著，0.8%的亚洲人，1.2%的其他种族，0.9%的两个或两个以上的种族混血。西班牙裔或拉丁裔占总人口的3.3%。
共有2361户住宅，其中25.5%有18岁以下子女同住，37.4%为已婚同居，10.8%为女户主，4.1%为男户主，47.7%为无家庭成员。40.9%的家庭是由个人组成的，21.1%的家庭有65岁或65岁以上的人独居。平均住宅人数为2.12人，平均家庭人数为2.87人。
该市的平均年龄为40岁。22.1%的居民年龄在18岁以下;10.1%的人年龄在18至24岁之间;23.2%的人年龄在25岁至44岁之间;24.3%的人年龄在45岁到64岁之间;20.4%的人年龄在65岁及以上。该市的性别构成为男性46.4%，女性53.6%。

### 2000年
截至2000年人口普查，全市共有5114人，2296户，1285户。人口密度为每平方英里(449.8/平方公里)1164.6人。共有2470个住房单元，平均密度为每平方英里(217.2/平方公里)562.5个。该市的种族构成为98.22%的白人，0.16%的非洲裔，0.25%的印第安人，0.33%的亚洲人，0.35%的其他种族，以及0.68%的两个或两个以上种族。西班牙裔或拉丁裔占总人口的0.92%。
共有2296户住宅，其中25.6%有18岁以下子女同住，41.6%为已婚夫妇同住，11.3%为女户主无丈夫，44.0%为无家庭。38.2%的家庭由个人组成，21.1%的家庭有65岁以上的独居者。平均住宅人数为2.15人，平均家庭人数为2.83人。
城市人口分布分散，18岁以下人口占21.6%，18 - 24岁人口占10.9%，25 - 44岁人口占24.2%，45 - 64岁人口占20.3%，65岁及以上人口占23.0%。平均年龄为40岁。每100名女性中，有84.4名男性。每100名18岁及以上的女性，则有78.8名男性。
该城市家庭收入中值为27,129美元，家庭收入中值为38,625美元。男性的平均收入为28,207美元，而女性为19,908美元。该市的人均收入为15 520美元。大约9.8%的家庭和12.6%的人口处于贫困线以下，其中15.4%的18岁以下人口和12.2%的65岁及以上人口处于贫困线以下。

## 交通
里奇兰机场(93C)为城市和周边社区服务。

## 教育
这座城市是威斯康星大学普拉特维尔里奇兰校区的所在地，是威斯康星大学系统中一个大一到大二的校园。
这个城市由里奇兰学区管辖。

## 姊妹城市
里奇兰中心有两个姊妹城市:
- 尼加拉瓜圣特雷莎
- 中华人民共和国乐清市